# 9e congrès national du Parti communiste chinois
Le 9e congrès national du Parti communiste chinois (en chinois 中国共产党第九次全国代表大会) s'est tenu du 1er au 24 avril 1969 à Pékin. Le parti comptait alors 22 millions de membres qui ont été représentés par 1512 délégués lors du congrès.
Ce congrès s'est tenu au plus fort de la révolution culturelle, il a ratifié les purges politiques de Liu Shaoqi et de Deng Xiaoping et a contribué à l'élévation à des postes dirigeants des alliés radicaux de Mao et a désigné le maréchal Lin Biao comme successeur de Mao Zedong.
À son issu il a élu le bureau politique comptant le plus de militaires, gage de récompense pour la seule institution étant restée relativement stable et qui ont contribué au retour à l'ordre dans le pays après le chaos de la révolution culturelle.
C'est un des événements les plus contrastés de l'historiographie du Parti communiste chinois.

## Déroulement

Mao Zedong lors de la cérémonie d'ouverture du Congrès, le 1er avril 1969.

Mao Zedong a lu le discours d'ouverture du congrès et a présidé l'ensemble des cérémonies. Le maréchal Lin Biao a été chargé de la lecture du rapport politique, principalement rédigé par Chen Boda, Zhang Chunqiao et Yao Wenyuan, tous issus des factions gauchistes du parti.
Le rapport politique a pour cœur la théorie de la révolution continue sous la dictature du prolétariat et énumère les victoires de la révolution culturelle, principalement d'avoir abattu le « quartier général bourgeois » dirigé par Liu Shaoqi, qui aurait tenté la restauration du capitalisme en utilisant le révisionnisme, jugé comme la pire arme de la contre-révolution.
Parmi les 1512 délégués du congrès, tous n'étaient pas membres du parti, il y avait un nombre important de groupes représentants les Gardes rouges, ainsi qu'une impressionnante augmentation de la délégation représentant l'Armée populaire de libération, principalement des fidèles de Lin Biao.
Le parti a adopté une nouvelle constitution (la cinquième), dans ses principales dispositions, il y a le retour de la pensée de Mao Zedong comme ligne directrice du parti, ainsi que son principe de révolution continue. Dans le préambule de la constitution, Lin Biao a été désigné comme « le compagnon d'armes le plus proche du président Mao et son successeur »(p142).
D'un point de vue structurel la constitution supprime le Secrétariat central du parti et la Commission centrale de contrôle (ancêtre du Comité central pour l'inspection disciplinaire).
Le congrès a élu 170 membres pour le Comité central et 109 membres suppléants. Parmi ces 279 personnes, seules 53 faisaient partie du Comité central issu du congrès précèdent. Ce qui en fait le roulement le plus important au sein de l'institution théoriquement la plus haute du parti; ce qui démontre à quel point l'establishment du parti avait été « nettoyé » au cours des années précédant la révolution culturelle.

## Postérité
Liu Shaoqi sera entièrement réhabilité lors de la cinquième session plénière du 11e comité central en février 1980, à l'initiative de Deng Xiaoping qui avait pris le contrôle du pays.
Son nom est réintégré dans l'historiographie révolutionnaire chinoise comme un « un grand révolutionnaire marxiste et prolétarien ». Lin Biao sera accusé d'être le responsable de sa chute et d'avoir « concocté de fausses preuves » contre Liu et d'avoir travaillé avec la Bande des Quatre pour le soumettre à « une machination politique et une persécution physique ». Une cérémonie commémorative nationale très médiatisée a eu lieu pour Liu le 17 mai 1980 et ses cendres ont été dispersées dans la mer à Qingdao conformément à ses dernières volontés,.
La sixième session plénière du 11e comité central en juin 1981, adoptera la « résolution sur certaines questions de l'histoire de notre Parti depuis la fondation de la république populaire de Chine », dénonçant complètement la révolution culturelle et la théorie de Mao Zedong de la révolution continue sous la dictature du prolétariat, et condamne entièrement le 9e congrès jugé comme « incorrect sur le plan idéologique, politique et organisationnel. Les orientations du congrès étaient, dans l'ensemble, fausses ».